# Böhönye
Böhönye is een plaats (község) en gemeente in het Hongaarse comitaat Somogy. Böhönye telt 2521 inwoners (2001).